# 埼玉上尾メディックス
埼玉上尾メディックス バレーボールチーム（さいたまあげおメディックス バレーボールチーム）は、埼玉県上尾市を拠点とする女子バレーボールチームである。2025-26シーズンはSV.LEAGUE WOMENに所属。

## 概要
1978年、埼玉県上尾市の上尾中央総合病院内でバレーボール部が設立されたのが始まりで、2001年4月に実業団バレーボールとして正式に発足。現在は上尾中央医科グループ協議会内に設立された株式会社埼玉上尾メディックスが運営。
2003年、V1リーグ参入を経て2006年よりV・チャレンジリーグに参入（いずれも2部リーグ）。2014年にV・プレミアリーグ（1部リーグ）に初昇格。
チーム名『メディックス』は、医療従事者を意味するmedicよりつけられたもので、地域に貢献し愛し愛されるチームになる願いも込められている。
練習場所は上尾市内の体育館。ホームゲームは上尾市の上尾市民体育館、深谷市の深谷市総合体育館（深谷ビッグタートル）などで開催され、セカンドホームタウンの京都、岩手でも開催される。
埼玉県のトップスポーツクラブの交流・連携組織『プライドリームス埼玉』に加盟している。
チームマスコットキャラクターは、天界の女戦士『メディーア』と神獣ムササビ『クスクス』である。

## 歴史

### バレーボール部の前身

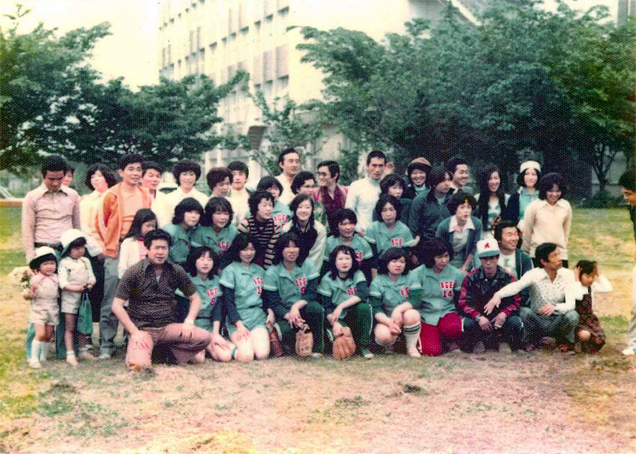
上尾中央総合病院ソフトボール部　1971年当時

1965年に上尾中央総合病院ソフトボール部を設立。対外的に数多くの試合に出場する。同じ中央医科グループであり、同時期より活動を行っている戸田中央総合病院ソフトボール部とは幾度となく対戦するも、13年間どうしても勝つことが出来なかった為、やむなく上尾中央総合病院ソフトボール部は廃部となった。その後、上尾中央総合病院ソフトボール部はバレーボール部へと移行、選手のほとんどもバレーボール部員へと転身した。

### バレーボール部として
1978年より上尾中央医科グループ内にて、福利厚生の一環としてバレーボール大会が開催されるようになり、上尾中央総合病院バレーボール部も出場する。その後、上尾市バレーボール大会などに参加。
2001年4月に、松永敏を監督に迎え、実業団バレー部「上尾中央総合病院女子バレーボール部」として正式に発足。2002年の第22回地域リーグで3位。2003年、第23回地域リーグでは準優勝を果たし、V1リーグ（現・Vチャレンジリーグ）に昇格。2003/04シーズン、初参戦の第6回V1リーグは6位に入る。第7回大会では5位に入った。
2005年5月、高野圭介を新監督に迎える。しかし、2005/06シーズンの第8回V1リーグは最下位となり、地域リーグとの入替戦を経験する苦しいシーズンとなった。しかし、2006/07V・チャレンジリーグ（V1リーグより改称）では自己最高の3位に入った。2007年にチーム名を「上尾メディックスバレーボールチーム」に変更。初の入替戦出場を目指してドミニカ共和国のシダルカ・ヌネスを補強し戦力補強も進めたが、2007/08V・チャレンジリーグはセット率の差で3位となり、入替戦出場は成らず。2008/09V・チャレンジリーグもドミニカ共和国のアルタグラシア・マンブルを補強し、三洋電機レッドソアの監督を務めていた藤本幹朗をコーチングスタッフに迎えて臨んだものの、終盤戦のホームゲームでの大一番で敗れ、チャレンジマッチ出場に届かなかった。2009年5月に高野監督が退任した。
2009年に、元アメリカ代表監督である吉田敏明を監督に招聘し、全日本メンバーの庄司夕起らプレミアリーグ在籍選手を多く補強した。2009/10シーズンは準優勝し、初のチャレンジマッチ出場を果たす。しかし、チャレンジマッチでは、トヨタ車体クインシーズに1勝1敗ながらセット率の差で敗れ、プレミアリーグ昇格は成らなかった。
2010年9月1日、埼玉県のトップスポーツクラブの交流・連携組織『プライドドリームス埼玉』に正会員として加盟した。10月1日より、上尾中央医科グループの女子バレーボール部として活動することとなった。
2010/11シーズンは、V・チャレンジリーグが東日本大震災の影響によりチャレンジリーグが途中で打ち切りとなり、暫定で1位にいた上尾が初優勝となったものの、V・チャレンジマッチも中止となり、またしてもプレミアリーグ昇格はならなかった。しかし、2011年5月の黒鷲旗全日本選抜大会では、プレミアリーグのパイオニアレッドウィングスを降すなど健闘し、初の準々決勝進出を果たした。2011/12シーズンは、V・チャレンジリーグで準優勝を果たすも、V・チャレンジマッチでトヨタ車体から1セットも取れずに連敗し、昇格ならず。2012/13シーズンは、V・チャレンジリーグで優勝を果たすも、V・チャレンジマッチでパイオニアレッドウィングスに連敗し、またもV・プレミアリーグ昇格はならなかった。
2014年3月、Vチャレンジリーグにおいて準優勝し、Vチャレンジマッチ（入替戦）に出場。プレミア7位のJTに連勝して、プレミア昇格の権利を得、同年5月の理事会でプレミア昇格が正式決定した。

### V・プレミアリーグ
プレミアリーグ初陣となった2014/15シーズンは、荒木絵里香やケリー・マーフィーら世界のトップクラスを補強し、昇格後初戦の2014年11月16日、トヨタ車体戦において3-0で勝利し、プレミアリーグの初陣を飾った。勢いをかったチームは3位に食い込む大健闘を見せた。翌2015/16シーズンはほぼ補強なしのメンバーで臨んだが最下位に沈み、VチャレンジマッチでもJTマーヴェラスに敗れてわずか2シーズンでVチャレンジリーグIに降格した。
2016年10月の国体で初優勝し、プレミア再昇格にむけて幸先のよいスタートを切った。2016/17VチャレンジリーグIでは同じく降格組のデンソーエアリービーズとともに他の6チームから全試合で3ポイントを挙げて3位以下を圧倒。直接対決では勝ち越すものの勝った2試合ともフルセットだったためデンソーに1ポイント及ばず準優勝。V・チャレンジマッチに進出し岡山シーガルズと対戦した。初戦は1-3で敗れたものの第二戦でストレート勝ちしてセット率の差で、再昇格となった。ちなみに、デンソーも再昇格を決めていて、2013/14の昇格、2015/16の降格に続いて同時の昇降格である。

### V.LEAGUE DIVISION1
2018/19シーズンより、V・プレミアリーグに替わって開催される新生V.LEAGUEのDIVISION1に所属することとなった。
2018年6月、チーム名を「埼玉上尾メディックスバレーボールチーム」に改称した。
2019/20シーズンより京都府でもセカンドホームタウンとして活動することとなり、京都でもバレーボールイベント参加やホームゲーム開催などをすることとなった。
2019-20シーズン、V1女子はスターカンファレンス所属となり、序盤で上位3チームに苦戦し、交流戦以降盛り返し上位との差を詰めるが、6チーム中4位でファイナル8進出。しかし、ファイナル8ではAグループで3連勝を果たし準決勝進出を果たした（5シーズンぶりの4強）。準決勝ではJTに苦杯を喫し決勝進出は逃したが、3位決定戦でデンソーに勝ち（ちなみに交流戦・F8・3位決定戦と対デンソー戦シーズン全勝を収めた）、自己最高タイの3位でシーズンを終えた。同シーズンをもって、11シーズン監督を務めた吉田敏明が退任した。
2020-21シーズン、ブラジルでの指導実績が豊富であるマルコス・レルバッキが監督に就任した。しかし、新型コロナウイルスの流行の影響を受け、2020年4月からの2ヶ月間ほどの活動休止。苦しい状況の中で、8月にチーム初となるトライアウトを実施した。しかし、コロナ禍の苦境は続き、チーム母体が医療組織であることもあり、全ホームゲームの無観客開催を余儀なくされた。また、渡航制限により新監督のマルコスと新外国人選手のシャイナ・ジョセフの合流が大幅に遅れ、調整に影響を及ぼした。それに加え、セッターは井上美咲の移籍に加え冨永こよみ（現姓・岩崎）が妊娠による休養となり、第3セッターだった山崎のの花を育成しながら起用することとなった。V1女子は序盤で調子が上がらず負けが先行し、終盤で調子を上げセミファイナル進出に必要なV・レギュラーラウンド4強入りを射程圏内に入れるが、4位を争ったデンソーに逃げ切られ、セミファイナル進出とはならなかった。5位決定戦でも連勝を飾り5位で終了した。リーグ戦終了後、代表合宿参加者以外が出場するV Cupが開催され、7連勝でリーグ戦を終えた勢いでそれに臨み、さらに6連勝（合わせて13連勝、不戦勝を含むと14連勝）を果たし、優勝を果たした。V1全チームが出場した大会で念願の初タイトルとなった。
2021-22シーズン、V Cup優勝の勢いでシーズンに臨むも、V1女子は昨シーズンと同じ5位に留まり、皇后杯と黒鷲旗も準々決勝敗退となり、タイトル獲得はならなかった。当シーズンをもって、2シーズン監督を務めたマルコスが監督を退任した。
2022-23シーズン、新監督に大久保茂和が就任。世界選手権などの国際大会の影響で主力である山岸あかね、内瀬戸真実、サラ・ロゾ（新加入・セルビア代表）のコンディションが戻らなかったこともあり、リーグ戦でスタメン経験のない岩澤実育、仁井田桃子、目黒安希の3人をV1女子開幕戦で同時にスタメンに抜擢した。開幕4試合を終えた時点で3人ともVOM（V-leaguer Of the Match、試合で最も活躍した選手）を受賞する活躍を見せた。2023年1月になると、山岸、内瀬戸、ロゾがスタメンとなり、岩澤、仁井田、目黒は控えに回った。V・レギュラーラウンドは自己最高の2位で終えてファイナル4に進出した。ファイナル4では1勝1敗で最終戦を迎え、勝てば初となるファイナル進出であったが、NECレッドロケッツに敗れ、ファイナル進出はかなわず、最終順位4位で終えた。第71回黒鷲旗大会には、日本代表に選出された岩崎こよみ、青柳京古、佐藤優花、岩澤の4人とセルビア代表のロゾをメンバーから外して臨んだが、それでも大会初の決勝進出を果たした。決勝は、同シーズンのV・サマーリーグ東部大会といちご一会とちぎ国体でも決勝で当たり敗れているPFUブルーキャッツが相手となったが、ここでも勝つことが出来ず、準優勝となった。
2023-24シーズン、V1女子のV・レギュラーラウンドで4位に入りV・ファイナルステージに駒を進め、V・ファイナルステージのクォーターファイナルで勝ちセミファイナルに進出。前シーズンに続きチーム初となるファイナル進出まであと1勝とした。しかし、セミファイナルは当シーズンを含めリーグ戦でここ4シーズン勝ててないJTが相手となり、ここでも勝つことが出来ずファイナル進出はまたもお預けとなった。3位決定戦で勝ち最終順位3位で終えた。

### SV.LEAGUE
2024年7月、ジャパンバレーボールリーグが立ち上げる「V.LEAGUE REBORN」の変革による新リーグ「SV.LEAGUE」参入のライセンスに従い「株式会社埼玉上尾メディックス」を設立した。
2025年3月、2025-26シーズンのSVライセンス第1回判定において施設基準の改善を求められ継続審議とされた。同年4月に行われた第2回判定においてSVライセンスが交付されたが、申請手続きにおいて度重なる不備があったため、制裁として譴責を科された。

## 成績

### 主な成績
Vプレミア、V.LEAGUE DIVISION1 WOMEN
- 優勝 なし

チャレンジリーグ、チャレンジリーグI（実業団リーグ／V1リーグ）
- 優勝 2回 - 2010年度、2012年度
- 準優勝 4回 - 2009年度、2011年度、2013年度、2016年度

黒鷲旗全日本選抜大会
- 優勝 なし
- 準優勝 1回（2023年）

国民スポーツ大会成年女子
- 優勝 1回 （2016年）
- 準優勝 1回（2017年）

### 年度別成績

#### Vリーグ / 実業団リーグ・V1リーグ
| 所属     | 年度            | 最終 順位 | 参加 チーム数 | 試合 | 勝 | 敗 | 勝率  |
| -------- | --------------- | --------- | ------------- | ---- | -- | -- | ----- |
| V1リーグ | 第6回 (2003/04) | 6位       | 7チーム       | 12   | 2  | 10 | 0.167 |
| V1リーグ | 第7回 (2004/05) | 5位       | 8チーム       | 14   | 8  | 6  | 0.571 |
| V1リーグ | 第8回 (2005/06) | 8位       | 8チーム       | 14   | 2  | 12 | 0.143 |

#### V・プレミアリーグ / V・チャレンジリーグ
| 所属        | 年度    | 最終 順位 | 参加 チーム数 | レギュラーラウンド | レギュラーラウンド | レギュラーラウンド | レギュラーラウンド | ポストシーズン | ポストシーズン | ポストシーズン |
| 所属        | 年度    | 最終 順位 | 参加 チーム数 | 順位               | 試合               | 勝                 | 敗                 | 試合           | 勝             | 敗             |
| ----------- | ------- | --------- | ------------- | ------------------ | ------------------ | ------------------ | ------------------ | -------------- | -------------- | -------------- |
| チャレンジ  | 2006/07 | 3位       | 8チーム       | 3位                | 14                 | 9                  | 5                  | -              | -              | -              |
| チャレンジ  | 2007/08 | 3位       | 8チーム       | 3位                | 14                 | 10                 | 4                  | -              | -              | -              |
| チャレンジ  | 2008/09 | 3位       | 10チーム      | 3位                | 18                 | 14                 | 4                  | -              | -              | -              |
| チャレンジ  | 2009/10 | 準優勝    | 12チーム      | 3位                | 11                 | 8                  | 3                  | 5              | 4              | 1              |
| チャレンジ  | 2010/11 | 優勝      | 12チーム      | 1位                | 20                 | 19                 | 1                  | -              | -              | -              |
| チャレンジ  | 2011/12 | 準優勝    | 12チーム      | 2位                | 22                 | 20                 | 2                  | -              | -              | -              |
| チャレンジ  | 2012/13 | 優勝      | 10チーム      | 1位                | 18                 | 17                 | 1                  | -              | -              | -              |
| チャレンジ  | 2013/14 | 準優勝    | 10チーム      | 2位                | 18                 | 17                 | 1                  | -              | -              | -              |
| プレミア    | 2014/15 | 3位       | 8チーム       | 4位                | 21                 | 12                 | 9                  | 6              | 2              | 4              |
| プレミア    | 2015/16 | 8位       | 8チーム       | 8位                | 21                 | 6                  | 15                 | -              | -              | -              |
| チャレンジⅠ | 2016/17 | 準優勝    | 8チーム       | 2位                | 21                 | 20                 | 1                  | -              | -              | -              |
| プレミア    | 2017/18 | 7位       | 8チーム       | 7位                | 21                 | 7                  | 14                 | -              | -              | -              |

#### V.LEAGUE
| 所属      | 年度    | 最終 順位 | 参加 チーム数 | レギュラーラウンド | レギュラーラウンド | レギュラーラウンド | レギュラーラウンド | レギュラーラウンド | レギュラーラウンド | ポストシーズン | ポストシーズン | ポストシーズン | 備考 |
| 所属      | 年度    | 最終 順位 | 参加 チーム数 | カンファレンス     | 順位               | チーム数           | 試合               | 勝                 | 敗                 | 試合           | 勝             | 敗             | 備考 |
| --------- | ------- | --------- | ------------- | ------------------ | ------------------ | ------------------ | ------------------ | ------------------ | ------------------ | -------------- | -------------- | -------------- | ---- |
| DIVISION1 | 2018-19 | 7位       | 11チーム      | イースタン         | 2位                | 6チーム            | 20                 | 11                 | 9                  | 7              | 1              | 6              |      |
| DIVISION1 | 2019-20 | 3位       | 12チーム      | スター             | 4位                | 6チーム            | 21                 | 13                 | 8                  | 5              | 4              | 1              |      |
| DIVISION1 | 2020-21 | 5位       | 12チーム      | （1リーグ制）      | 5位                | 12チーム           | 20                 | 12                 | 8                  | 2              | 2              | 0              |      |
| DIVISION1 | 2021-22 | 5位       | 12チーム      | （1リーグ制）      | 5位                | 12チーム           | 33                 | 20                 | 13                 | -              | -              | -              |      |
| DIVISION1 | 2022-23 | 4位       | 12チーム      | （1リーグ制）      | 2位                | 12チーム           | 33                 | 24                 | 9                  | 3              | 1              | 2              |      |
| DIVISION1 | 2023-24 | 3位       | 12チーム      | （1リーグ制）      | 4位                | 12チーム           | 22                 | 15                 | 7                  | 3              | 2              | 1              |      |

#### SV.LEAGUE
| 所属      | 年度    | 最終 順位 | 参加 チーム数 | レギュラーラウンド | レギュラーラウンド | レギュラーラウンド | レギュラーラウンド | ポストシーズン | ポストシーズン | ポストシーズン | 備考 |
| 所属      | 年度    | 最終 順位 | 参加 チーム数 | 順位               | 試合               | 勝                 | 敗                 | 試合           | 勝             | 敗             | 備考 |
| --------- | ------- | --------- | ------------- | ------------------ | ------------------ | ------------------ | ------------------ | -------------- | -------------- | -------------- | ---- |
| SV.LEAGUE | 2024-25 | 5位       | 14チーム      | 5位                | 44                 | 27                 | 17                 |                |                |                |      |

## 選手・スタッフ(2025-26)

### 選手
| 背番号                                                                           | 名前                  | シャツネーム | 生年月日（年齢）       | 身長 | 国籍           | Pos | 在籍年              | 前所属                | 備考         |
| -------------------------------------------------------------------------------- | --------------------- | ------------ | ---------------------- | ---- | -------------- | --- | ------------------- | --------------------- | ------------ |
| 1                                                                                | 山中宏予              | YAMANAKA     | 1999年11月11日（25歳） | 180  | 日本           | MB  | 2022年-             | 青山学院大学          |              |
| 2                                                                                | 岩崎こよみ            | IWASAKI      | 1989年5月1日（36歳）   | 175  | 日本           | S   | 2014-2018年 2019年- | フィロットラーノ (it) |              |
| 4                                                                                | 濵松明日香            | HAMAMATSU    | 1998年12月22日（26歳） | 181  | 日本           | MB  | 2024年-             | 久光                  |              |
| 5                                                                                | 内瀬戸真実            | UCHISETO     | 1991年10月25日（33歳） | 171  | 日本           | OH  | 2020-2023年 2025年- | トヨタ車体            | 現役復帰     |
| 6                                                                                | 目黒安希              | MEGURO       | 1998年5月25日（27歳）  | 172  | 日本           | OH  | 2021年-             | 青山学院大学          | 副キャプテン |
| 7                                                                                | 井上奈々朱            | INOUE        | 1989年6月19日（36歳）  | 179  | 日本           | MB  | 2024年-             | 東レ                  | 背番号変更   |
| 8                                                                                | 山地梨菜              | YAMAJI       | 2002年10月8日（22歳）  | 180  | 日本           | OH  | 2023年-             | 環太平洋大学          |              |
| 9                                                                                | 井城青空              | ISHIRO       | 2003年3月10日（22歳）  | 175  | 日本           | OP  | 2024年-             | 大阪国際大学          | 新人         |
| 11                                                                               | 入澤まい              | IRISAWA      | 1999年6月2日（26歳）   | 188  | 日本           | MB  | 2025年-             | 東京スリジエ          | 移籍加入     |
| 12                                                                               | 岩澤実育              | IWASAWA      | 1999年10月13日（25歳） | 160  | 日本           | L   | 2018年-             | 下北沢成徳高校        |              |
| 13                                                                               | 黒後愛                | KUROGO       | 1998年6月14日（27歳）  | 180  | 日本           | OH  | 2022年-             | 東レ                  | 副キャプテン |
| 14                                                                               | オクム大庭冬美ハウィ  | OKUMU.OBA    | 1998年6月27日（27歳）  | 177  | 日本           | OH  | 2025年-             | Astemo                | 移籍加入     |
| 15                                                                               | 堀迫雅                | HORISAKO     | 2000年1月10日（25歳）  | 177  | 日本           | OH  | 2022年-             | 中京大学              |              |
| 16                                                                               | イザベラ・ラパズ (it) |              | 1995年9月25日（29歳）  | 188  | アメリカ合衆国 | OP  | 2025年-             | コロンバス (en)       | 移籍加入     |
| 17                                                                               | 鎌田咲希              | KAMATA       | 1999年1月6日（26歳）   | 165  | 日本           | S   | 2021年-             | 日本体育大学          |              |
| 18                                                                               | 権田寛奈              | GONDA        | 2001年1月11日（24歳）  | 186  | 日本           | MB  | 2019年-             | 細田学園高校          |              |
| 20                                                                               | 岳野ひかる            | TAKENO       | 1999年6月11日（26歳）  | 167  | 日本           | L   | 2022年-             | 日本体育大学          |              |
| 22                                                                               | 小山明                | KOYAMA       | 2006年10月18日（18歳） | 167  | 日本           | S   | 2025年-             | 下北沢成徳高校        | 新人         |
| 出典：チーム新体制リリース チーム公式サイト Vリーグ公式サイト 更新：2025年7月2日 |                       |              |                        |      |                |     |                     |                       |              |

### スタッフ
| 役職                                                                              | 名前       | 備考 |
| --------------------------------------------------------------------------------- | ---------- | ---- |
| 監督                                                                              | 大久保茂和 |      |
| チームディレクター                                                                | 原桂子     |      |
| コーチ                                                                            | 冨田直人   |      |
| コーチ                                                                            | 吉野淳     |      |
| コーチ                                                                            | 山之内孝輔 |      |
| アナリスト                                                                        | 三島静香   |      |
| S＆Cコーチ                                                                        | 山内亮     |      |
| ヘッドメディカル                                                                  | 小松愛美   | 新任 |
| メディカル                                                                        | 高橋春佳   |      |
| メディカル                                                                        | 田村智樹   | 新任 |
| マネージャー                                                                      | 小山潮李   |      |
| 出典：チーム新体制リリース チーム公式サイト Vリーグ公式サイト 更新：2025年6月18日 |            |      |

## 在籍していた主な選手
| - 中尾巴美 - 福田みつ子 - 平安座あきな（現・マネージャー） - 古賀香澄 - 白田博子 - 山本友里恵 - 榛澤舞子 - 服部安佑香 - 南早希 - 庄司夕起 - 滝沢ななえ - 澤畠文子 - 安藤典莉子 - 細川麻美 - 東谷幸子 - 関舞 - 皆本明日香 | - 土田望未 - 荒木絵里香 - 吉村志穂 - 岡本祥佳 - 有田沙織 - 近藤志歩 - 小笹奈津子 - 辺野喜未来 - 松本亜弥華 - 荒木夕貴 - 丸山裕子 - 三浦茉実 - 大室璃紗 - 堀江美志 - 若松歩実 - 山口珠李 | - シダルカ・ヌネス - アルタグラシア・マンブル - ティファニー・ドッズ - ヴァレンティーナ・フィオリン - オレーナ・ウスティメンコ - ナンシー・メトカフ - ケリー・マーフィー - ロシル・カルデロン・ディアス - ケニア・カルカセス - カタリナ・シュシュニャル - シャイナ・ジョセフ - ロレンネ・テイシェイラ - アライジャ・ダフニ・サンティアゴ |

## アンダーカテゴリー
U15女子チームの埼玉上尾メディックスジュニアが2023年から活動している。監督は元日本代表の松田明彦。

## マスコットキャラクター
2018年3月に、公式キャラクターとして、女神アテナに仕える天界の女戦士と神獣ムササビが登場し、名前を公募する事となり、公募の結果、女戦士が『メディーア』、神獣ムササビが『クスクス』と名付けられた。
同年6月にチーム名が現在の『埼玉上尾メディックス』となった際に、チームロゴにも新たに『メディーア』と『クスクス』が描かれた。